# Marcel Meisen
Marcel Meisen (Stolberg, 8 gennaio 1989) è un ex ciclocrossista ed ex ciclista su strada tedesco, attivo tra gli Elite/Under-23 dal 2008 al 2023, è stato sei volte campione nazionale di ciclocross e una volta campione nazionale su strada in linea, nel 2020.

## Palmarès

### Cross
- 2006-2007

Stevens Cross Cup (Amburgo)
Stevens Cross Cup 2 (Amburgo)
Int. Radquerfeldeinrennen (Magstadt)
Bree (Tongerlo)
- 2007-2008

Campionati tedeschi, Under-23
- 2010-2011

Eversel
Lummen
- 2012-2013

Hoboken
Assende
- 2013-2014

Grand Prix de la Région Wallonne (Dottignies)
Nacht van Woerden (Woerden)
- 2014-2015

Campionati tedeschi, Elite
- 2015-2016

1ª prova Toi Toi Cup (Slaný)
7ª prova Toi Toi Cup (Uničov)
Ciclocross del Ponte (Faè)
Grand Prix du Nouvel-An (Pétange)
- 2016-2017

Jingle Cross #1 (Iowa City)
Gran Premio Mamma e Papà Guerciotti (Milano)
Ciclocross del Ponte (Faè)
7ª prova Toi Toi Cup (Uničov)
Grand Prix du Nouvel-An (Pétange)
5ª prova EKZ CrossTour (Meilen)
Campionati tedeschi, Elite
- 2017-2018

4ª prova EKZ CrossTour (Hittnau)
Gran Premio Mamma e Papà Guerciotti (Milano)
5ª prova EKZ CrossTour (Eschenbach)
Grand Prix du Nouvel-An (Pétange)
Campionati tedeschi, Elite
- 2018-2019

Grand Prix Poprad (Poprad)
Munich Supercross (Monaco di Baviera)
Radcross Grandprix (Bensheim)
Grand Prix du Nouvel-An (Pétange)
5ª prova EKZ CrossTour (Meilen)
Campionati tedeschi, Elite
- 2019-2020

1ª prova Toi Toi Cup (Mladá Boleslav)
Grand Prix Poprad (Poprad)
2ª prova EKZ CrossTour (Hittnau)
Grand Prix du Nouvel-An (Pétange)
3ª prova EKZ CrossTour (Meilen)
Classifica generale EKZ CrossTour
Campionati tedeschi, Elite
- 2020-2021

Campionati tedeschi, Elite
- 2021-2022

4 Bikes Festival Cyclocross Race Lützelbach (Lützelbach)
Ciclocross del Ponte (Faè)
Grand Prix du Nouvel-An (Pétange)
Campionati tedeschi, Elite
- 2022-2023

4 Bikes Festival Cyclocross Race Lützelbach (Lützelbach)
Gran Premio Città di Vittorio Veneto)
Cyclo-cross de Gernelle
- 2023-2024

Cyclo-cross de Gernelle
Campionati tedeschi, Elite
- 2024-2025

Campionati tedeschi, Elite

#### Altri successi
- 2019-2020

Classifica generale EKZ CrossTour

### Strada
- 2011 (Team Eddy Merckx-Indeland, una vittoria)

2ª tappa Tryptique Ardennaise (Bütgenbach > Monschau)
- 2012 (BKCP-Powerplus, una vittoria)

4ª tappa Mi-août en Bretagne (Guerlesquin > Guerlesquin)
- 2013 (BKCP-Powerplus, quattro vittorie)

3ª tappa Boucles de la Mayenne (Saint-Mars-sur-Colmont > Laval)
3ª tappa Tour de la Province de Liège (Ans > Ans)
6ª tappa Tour Alsace (Ribeauvillé > Cernay)
2ª tappa Baltic Chain Tour (Tallinn > Viljandi)
- 2015 (Team Kuota-Lotto, due vittorie)

2ª tappa Tour de Gironde (Bassens > Cenon)
3ª tappa Oberösterreichrundfahrt (Eferding > Ulrichsberg)
- 2017 (Beobank-Corendon, una vittoria)

1ª tappa Tryptique Ardennaise (Büllingen > Kelmis)
- 2020 (Alpecin-Fenix, una vittoria)

Campionati tedeschi, Prova in linea Elite

#### Altri successi
- 2010 (Team Kuota - Indeland)

Classifica a punti Coupe des Nations Ville Saguenay
- 2015 (Team Kuota-Lotto)

Classifica scalatori Wyścig Solidarności i Olimpijczyków
UNI-Radrennen
BSR Radsport-Tag
- 2018 (Corendon-Circus)

UNI-Radrennen
- 2022 (Team Lotto - Kern Haus)

UNI-Radrennen
- 2023 (Stevens Racing Team)

7hills Bike Night

## Piazzamenti

### Competizioni mondiali
- Campionati del mondo di ciclocross

Zeddam 2006 - Junior: 37º
Hooglede 2007 - Junior: 14º
Treviso 2008 - Under-23: 30º
Hoogerheide 2009 - Under-23: 18º
Tábor 2010 - Under-23: 16º
St. Wendel 2011 - Under-23: 11º
Koksijde 2012 - Elite: 19º
Louisville 2013 - Elite: 16º
Hoogerheide 2014 - Elite: 32º
Tábor 2015 - Elite: 8º
Heusden-Zolder 2016 - Elite: 10º
Bieles 2017 - Elite: ritirato
Valkenburg 2018 - Elite: 14º
Bogense 2019 - Elite: 8º
Dübendorf 2020 - Elite: ritirato
Fayetteville 2022 - Elite: 18º
Hoogereide 2023 - Elite: 32º
Tabor 2024 - Elite: 32º
Liévin 2025 - Elite: 27º

### Competizioni europee
- Campionati europei di ciclocross

Pontchâteau 2005 - Junior: 34º
Huijbergen 2006 - Junior: 58º
Liévin 2008 - Under-23: 5º
Mindehout 2009 - Under-23: 22º
Francoforte sul Meno 2010 - Under-23: 35º
's-Hertogenbosch 2018 - Elite: ritirato
's-Hertogenbosch 2020 - Elite: 22º
Drenthe-Col du VAM 2021 - Elite: 15º
Namur 2022 - Elite: 15º
- Campionati europei su strada

Offida 2011 - In linea Under-23: ritirato
Glasgow 2018 - In linea Elite: ritirato